# 屠殺の園
『屠殺の園』（とさつのその）は2007年4月27日にCatear（カティア）から発売されたアダルトゲームである。

## 概要
発売元によるジャンルは「性倒錯エロティシズムストーリー」。開発スタッフには、ビジュアルアーツのパートナーブランド「FLADY」のアダルトゲーム『水仙花』の主要スタッフが参加しており、Catear初の低価格ソフトとなっている。
登場人物には女性が存在しない。美少女ゲームアワード2007にエントリーされている。

## あらすじ
自らの素晴らしさを掲げようと数多の群雄が割拠し、戦争が始まってから既に四半世紀が経っていた。極北の地に、親しみと侮蔑を込め「屠殺の園」と呼ばれる戦士製造の練兵場がある。その中の深淵に棲む異様の一団、毒の中に在ってさえ毒々しい鼻摘み者の集団、識外の背徳に染まった規格外品、そんな少女（ヒロイン）達へと捧げられた、これは賛歌と鎮魂歌。

## 登場人物
ツバキ物語の鍵を担う存在。儚げな少女のような外見をした、女装少年。
シャム気が強く、小柄で中性的な外見をした女装少年。
カラスシャムの異母兄で、従者。時には女装をする青年（男性的な外見を隠しきれない）。
ヨーコ「屠殺の園」で、性技を伝授する教官。眼鏡をかけたスーツ姿。一見男性のような両性具有者。
妙メイドの格好をした、物語の語り部的存在。

## スタッフ
- 原画：来夢来夢
- シナリオ：HAIN
- BGM：さっぽろももこ